# I’ll Kiss It Away
I’ll Kiss It Away (englisch für: „Ich werde es wegküssen“) ist ein Charthit der deutschen Popsängerin Sarah Connor von 2008.

## Entstehung und Veröffentlichung
Die Interpretin Sarah Connor schrieb und komponierte gemeinsam mit Kay Denar und Rob Tyger I’ll Kiss It Away. Die Erstveröffentlichung von I’ll Kiss It Away erfolgte am 7. November 2008 als Single beim Label X-Cell Records. Am 22. August 2008 erschien es bereits als Teil von Connors sechsten Studioalbum Sexy as Hell.
In dem Lied geht es um Connors Tochter Summer, die mit einem Loch im Herzen zur Welt kam und kurz nach der Geburt operiert werden musste. Sie verarbeitet im Liedtext diese Zeit, so steht das lyrische Ich ihrer Tochter bei, zwanzig Tage und zwanzig Nächte sitze sie an ihrer Seite, umgeben von den Monitoren, und höre ihr beim Seufzen zu  („Twenty days and twenty nights I'm sittin' right here by your side. Surrounded by the monitors, listenin' to you sigh.“).
Das dazugehörige Musikvideo entstand unter der Regie von Oliver Sommer und wurde unter anderem in der Herz-Jesu-Kirche in Berlin-Prenzlauer Berg gedreht. Es zeigt Connor, gekleidet in einem schwarzen Rollkragenpullover, wie sie mit den Tränen kämpfend in einem menschenleeren weißen Krankenhausflur wartet. Dazwischen steht sie in Einstellungen singend in einem armfreien weißen Kleid vor dem Kirchaltar. Daneben sind Szenen mit ihr und der im Liedtext besungenen Tochter Summer zu sehen, so z. B. beim Fangen eines Schmetterlings auf einer grünen Wiese. Das Video verzeichnet aktuell auf der Videoplattform YouTube über 3,1 Millionen Aufrufe.

## Rezeption

### Rezensionen
Simon Müller von Laut.de vergab zwei von fünf möglichen Punkten für Sexy as Hell. Bei I’ll Kiss It Away lobt er Connors Gesangstalent, meinte jedoch, dass sich die Akustikgitarre und die viel zu hohe Synthie-Plastik-Melodie beißen würde.
Matthias Reichel von CDStarts.de vergab für das Album fünf von zehn möglichen Punkten. Er beschrieb während seiner Rezension I’ll Kiss It Away als bestes Lied von Sexy as Hell.

### Chartplatzierungen
| ChartsChartplatzierungen | Höchstplatzierung | Wochen |
| ------------------------ | ----------------- | ------ |
| Deutschland (GfK)        | 21 (9 Wo.)        | 9      |
| Österreich (Ö3)          | 46 (5 Wo.)        | 5      |
| Schweiz (IFPI)           | 67 (1 Wo.)        | 1      |